# Algeria francese
L'Algeria francese (in francese Algérie française; in arabo الجزائر الفرنسية‎?; in berbero ⴷⵣⴰⵢⵔ ⵜⴰⴼⵕⴰⵏⵙⵉⵙⵜ) fu il nome del possedimento coloniale francese incentrato su Algeri e corrispondente all'attuale Algeria.
Ebbe inizio nel 1830 con l'invasione di Algeri e cessò di esistere nel 1962, anno dell'indipendenza del Paese. Questo periodo può indicare, nel suo insieme, il periodo della colonizzazione, della presenza o dell'occupazione francese dell'Algeria. All'interno dell'Impero coloniale francese, essa faceva parte dell'Africa Francese del Nord, che comprendeva anche il protettorato del Marocco e della Tunisia.
Nel 1839 le autorità francesi adottarono il nome Algeria – derivato dall'arabo الجزائر‎, Al-Djazā’ir – come denominazione ufficiale in lingua francese del territorio corrispondente. Dall'inizio della colonizzazione, la resistenza si è organizzata attraverso dei movimenti guidati da Lalla Fadhma n'Soumer, Abd el-Kader e Ahmed Bey, nonché in diverse rivolte in regioni differenti. In seguito alla prima guerra mondiale si sviluppò un movimento nazionalista algerino incarnato dal Fronte di Liberazione Nazionale nella guerra del 1954, che terminò l'indipendenza del Paese e l'esodo dei pieds-noirs e degli harkis.

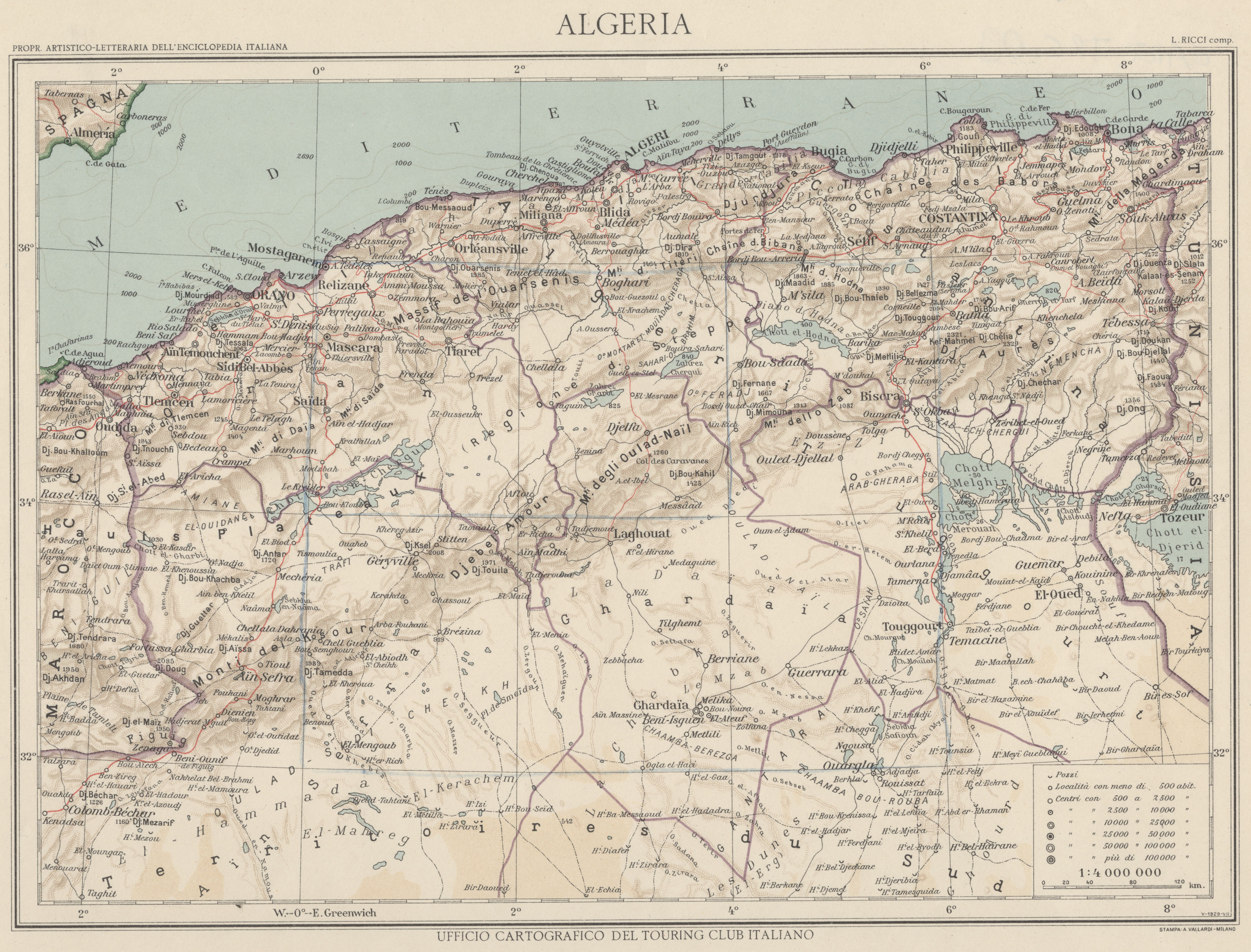
Mappa dell'Algeria settentrionale nel 1929 (Touring Club Italiano)